# Перегрупування Смайлса
Перегрупування Смайлса (рос. перегруппировка Смайлса, англ. Smiles rearrangement) — переміщення арильного радикала в сполуках типу ортозаміщених діарилових етерiв (замісником виступає протонодонорна нуклеофільна група) до замісника в ортоположенні в результаті внутрімолекулярного нуклеофільного іпсо-заміщення. Протікає в лужному середовищі (при нагріванні).
XH XY Y XHYX = OH, SH, NH2, NHOH, SO2H; Y = O, S, SO, SO2, COO

## Інтернет-ресурси
- Article in Organic syntheses: Org. Synth. 2007, 84, pp. 325–333.